# 附睾炎

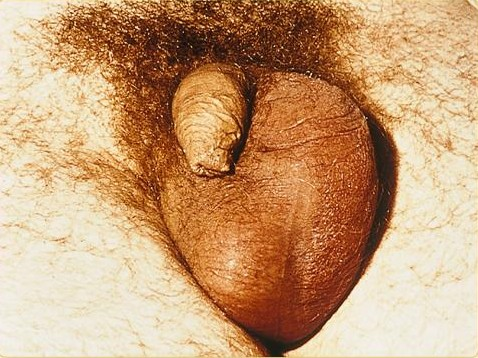
附睾炎

附睾炎（英語：epididymitis）表现为阴囊部位突然性疼痛，触痛明显等，附睾炎可影响精子的发育程度，使精子受精能力降低，也有可能造成不孕。附睾炎主要发生在中青年时期，是男性疾病中的一种常见疾病。

## 病因
附睾炎的发病原因可能是由于输精管逆行感染，淋巴管蔓延，血性感染，外伤，导管或器械损伤，药物等因素感染导致。

## 类型
附睾炎的发病情况根据其临床表现可分为：急性附睾炎、慢性附睾炎。